# مرحله مقدماتی جام جهانی فوتبال ۲۰۲۶ (آفریقا)
مرحله مقدماتی جام جهانی فوتبال ۲۰۲۶ در قاره آفریقا از سری مسابقات مقدماتی جام جهانی فوتبال ۲۰۲۶ است که در دو مرحله برگزار می شود و از طریق آن تیم های منتخب قاره آفریقا جهت حضور در جام جهانی ۲۰۲۶ به میزبانی مشترک کشورهای کانادا ، مکزیک و آمریکا مشخص می شوند. در این دوره از رقابت ها ۹ تیم به صورت مستقیم و ۱ تیم از طریق پلی آف بین قاره ای شانس حضور در این رقابت ها را دارند.

## ساختار
کمیته اجرایی کنفدراسیون فوتبال آفریقا در تاریخ ۱۹ مه ۲۰۲۳ شیوه برگزاری این رقابت ها را اعلام کرد، که براساس آن ۹ تیم به صورت مستقیم و چهار تیم برتر دوم هر گروه در مرحله پلی آف رقابت ها حاضر می شوند که در میان آن ها ۱ تیم جواز حضور در پلی آف بین قاره ای را کسب می کند که در صورت برنده شدن در این رقابت ها می تواند به جام جهانی ۲۰۲۶ راه پیدا کند.

## برنامه مسابقات
| دور     | روز مسابقه    | تاریخ              |
| ------- | ------------- | ------------------ |
| دور اول | روز مسابقه ۱  | ۱۵_ ۱۸ نوامبر ۲۰۲۳ |
| دور اول | روز مسابقه ۲  | ۱۹_ ۲۱ نوامبر ۲۰۲۳ |
| دور اول | روز مسابقه ۳  | ۳_ ۱۱ ژوئن ۲۰۲۴    |
| دور اول | روز مسابقه ۴  | ۳_ ۱۱ ژوئن ۲۰۲۴    |
| دور اول | روز مسابقه ۵  | ۱۷_ ۲۵ مارس ۲۰۲۵   |
| دور اول | روز مسابقه ۶  | ۱۷_ ۲۵ مارس ۲۰۲۵   |
| دور اول | روز مسابقه ۷  | ۱_ ۹ سپتامبر ۲۰۲۵  |
| دور اول | روز مسابقه ۸  | ۱_ ۹ سپتامبر ۲۰۲۵  |
| دور اول | روز مسابقه ۹  | ۶_۱۴ اکتبر ۲۰۲۵    |
| دور اول | روز مسابقه ۱۰ | ۶_۱۴ اکتبر ۲۰۲۵    |
| دور دوم | نیمه نهایی    | ۱۰_ ۱۸ نوامبر ۲۰۲۵ |
| دور دوم | نهایی         | ۱۰_ ۱۸ نوامبر ۲۰۲۵ |

## تیم ها
| رده بندی جهانی فیفا تا تاریخ ۴ آوریل ۲۰۲۴ | رده بندی جهانی فیفا تا تاریخ ۴ آوریل ۲۰۲۴                                                                                                   | رده بندی جهانی فیفا تا تاریخ ۴ آوریل ۲۰۲۴ |
| گلدان ۱ | گلدان ۲ | گلدان ۳ |
| --- | --- | --- |
| - مراکش (۱۳) - سنگال (۱۷) - تونس (۴۱) - الجزایر (۴۳) - مصر (۳۷) - نیجریه (۳۰) - کامرون (۵۱) - مالی (۴۴) - ساحل عاج (۳۸)                           | - بورکینافاسو (۶۲) - غنا (۶۸) - آفریقای جنوبی (۵۹) - کیپ ورد (۶۵) - Congo DR (۶۳) - گینه (۷۶) - زامبیا (۸۶) - گابن (۸۴) - گینه استوایی (۷۹) | - اوگاندا (۹۲) - بنین (۹۷) - موریتانی (۱۰۵) - کنیا (۱۰۷) - کنگو (۱۱۱) - ماداگاسکار (۱۰۹) - گینه بیسائو (۱۱۶) - نامیبیا (۱۰۶) - آنگولا (۹۴)    |
| گلدان ۴ | گلدان ۵ | گلدان ۶ |
| - موزامبیک (۱۱۰) - گامبیا (۱۳۰) - سیرالئون (۱۲۶) - توگو (۱۱۳) - تانزانیا (۱۱۹) - زیمبابوه (۱۲۲) - آفریقای مرکزی (۱۲۸) - مالاوی (۱۲۵) - لیبی (۱۱۴) | - نیجر (۱۲۹) - کومور (۱۱۷) - سودان (۱۲۷) - رواندا (۱۳۱) - بوروندی (۱۴۰) - اتیوپی (۱۴۵) - اسواتینی (۱۴۹) - بوتسوانا (۱۴۶) - لیبریا (۱۵۲)     | - لسوتو (۱۴۹) - سودان جنوبی (۱۶۷) - موریس (۱۸۳) - چاد (۱۷۶) - سائوتومه و پرنسیپ (۱۸۸) - جیبوتی (۱۹۲) - سیشل (۱۹۷) - سومالی (۱۹۹) - اریتره (_) |

▪︎ فیفا تیم فوتبال اریتره را به دلیل عدم مشارکت در تورنمت ها در طول ۳ سال گذشته از رده بندی فیفا کنار گذاشته است.

## مرحله اول
|Group A=
| رتبه | تیم         | بازی | برد | مساوی | باخت | گل زده | گل خورده | گل تفاضل | امتیاز | صلاحیت                |
| ---- | ----------- | ---- | --- | ----- | ---- | ------ | -------- | -------- | ------ | --------------------- |
| ۱    | مصر         | ۵    | ۴   | ۱     | ۰    | ۱۳     | ۲        | ۱۱+      | ۱۳     | 2026 FIFA World Cup   |
| ۲    | بورکینافاسو | ۶    | ۳   | ۲     | ۱    | ۱۳     | ۷        | ۶+       | ۱۱     | Possible second round |
| ۳    | سیرالئون    | ۵    | ۲   | ۲     | ۱    | ۷      | ۶        | ۱+       | ۸      |                       |
| ۴    | اتیوپی      | ۶    | ۱   | ۳     | ۲    | ۷      | ۷        | ۰        | ۶      |                       |
| ۵    | گینه بیسائو | ۶    | ۱   | ۳     | ۲    | ۵      | ۷        | ۲−       | ۶      |                       |
| ۶    | جیبوتی (Z)  | ۶    | ۰   | ۱     | ۵    | ۴      | ۲۰       | ۱۶−      | ۱      |                       |

|Group B=
| رتبه | تیم         | بازی | برد | مساوی | باخت | گل زده | گل خورده | گل تفاضل | امتیاز | صلاحیت                |
| ---- | ----------- | ---- | --- | ----- | ---- | ------ | -------- | -------- | ------ | --------------------- |
| ۱    | سودان       | ۵    | ۳   | ۲     | ۰    | ۷      | ۱        | ۶+       | ۱۱     | 2026 FIFA World Cup   |
| ۲    | Congo DR    | ۵    | ۳   | ۱     | ۱    | ۵      | ۲        | ۳+       | ۱۰     | Possible second round |
| ۳    | سنگال       | ۵    | ۲   | ۳     | ۰    | ۶      | ۱        | ۵+       | ۹      |                       |
| ۴    | توگو        | ۵    | ۰   | ۴     | ۱    | ۴      | ۵        | ۱−       | ۴      |                       |
| ۵    | موریتانی    | ۵    | ۰   | ۲     | ۳    | ۲      | ۷        | ۵−       | ۲      |                       |
| ۶    | سودان جنوبی | ۵    | ۰   | ۲     | ۳    | ۱      | ۹        | ۸−       | ۲      |                       |

|Group C=
| رتبه | تیم           | بازی | برد | مساوی | باخت | گل زده | گل خورده | گل تفاضل | امتیاز | صلاحیت                |
| ---- | ------------- | ---- | --- | ----- | ---- | ------ | -------- | -------- | ------ | --------------------- |
| ۱    | آفریقای جنوبی | ۵    | ۳   | ۱     | ۱    | ۸      | ۵        | ۳+       | ۱۰     | 2026 FIFA World Cup   |
| ۲    | بنین          | ۵    | ۲   | ۲     | ۱    | ۶      | ۵        | ۱+       | ۸      | Possible second round |
| ۳    | رواندا        | ۵    | ۲   | ۱     | ۲    | ۳      | ۳        | ۰        | ۷      |                       |
| ۴    | نیجریه        | ۵    | ۱   | ۳     | ۱    | ۶      | ۵        | ۱+       | ۶      |                       |
| ۵    | لسوتو         | ۵    | ۱   | ۲     | ۲    | ۳      | ۴        | ۱−       | ۵      |                       |
| ۶    | زیمبابوه      | ۵    | ۰   | ۳     | ۲    | ۴      | ۸        | ۴−       | ۳      |                       |

|Group D=
| رتبه | تیم      | بازی | برد | مساوی | باخت | گل زده | گل خورده | گل تفاضل | امتیاز | صلاحیت                |
| ---- | -------- | ---- | --- | ----- | ---- | ------ | -------- | -------- | ------ | --------------------- |
| ۱    | کیپ ورد  | ۵    | ۳   | ۱     | ۱    | ۵      | ۴        | ۱+       | ۱۰     | 2026 FIFA World Cup   |
| ۲    | کامرون   | ۵    | ۲   | ۳     | ۰    | ۹      | ۳        | ۶+       | ۹      | Possible second round |
| ۳    | لیبی     | ۵    | ۲   | ۲     | ۱    | ۵      | ۴        | ۱+       | ۸      |                       |
| ۴    | آنگولا   | ۵    | ۱   | ۴     | ۰    | ۳      | ۲        | ۱+       | ۷      |                       |
| ۵    | موریس    | ۶    | ۱   | ۲     | ۳    | ۶      | ۱۰       | ۴−       | ۵      |                       |
| ۶    | اسواتینی | ۶    | ۰   | ۲     | ۴    | ۴      | ۹        | ۵−       | ۲      |                       |

|Group E=
| رتبه | تیم      | بازی | برد | مساوی | باخت | گل زده | گل خورده | گل تفاضل | امتیاز | صلاحیت                |
| ---- | -------- | ---- | --- | ----- | ---- | ------ | -------- | -------- | ------ | --------------------- |
| ۱    | مراکش    | ۴    | ۴   | ۰     | ۰    | ۱۲     | ۲        | ۱۰+      | ۱۲     | 2026 FIFA World Cup   |
| ۲    | نیجر     | ۴    | ۲   | ۰     | ۲    | ۶      | ۴        | ۲+       | ۶      | Possible second round |
| ۳    | تانزانیا | ۳    | ۲   | ۰     | ۱    | ۲      | ۲        | ۰        | ۶      |                       |
| ۴    | زامبیا   | ۴    | ۱   | ۰     | ۳    | ۶      | ۷        | ۱−       | ۳      |                       |
| ۵    | کنگو     | ۳    | ۰   | ۰     | ۳    | ۲      | ۱۳       | ۱۱−      | ۰      | Suspended             |
| ۶    | اریتره   | ۰    | ۰   | ۰     | ۰    | ۰      | ۰        | ۰        | ۰      | Withdrew              |

1. ↑  Congo were suspended on 6 February 2025 due to government interference in Congolese Football Federation operations.[۱][۲] While no announcement regarding their status in the tournament has been released, CAF have cancelled their remaining matches.[۳]
2. ↑  Eritrea withdrew from qualification prior to playing any matches, reportedly due to concerns that players would seek political asylum if allowed to travel overseas.[۴][۵][۶]

|Group F=
| رتبه | تیم        | بازی | برد | مساوی | باخت | گل زده | گل خورده | گل تفاضل | امتیاز | صلاحیت                |
| ---- | ---------- | ---- | --- | ----- | ---- | ------ | -------- | -------- | ------ | --------------------- |
| ۱    | ساحل عاج   | ۶    | ۵   | ۱     | ۰    | ۱۴     | ۰        | ۱۴+      | ۱۶     | 2026 FIFA World Cup   |
| ۲    | گابن       | ۶    | ۵   | ۰     | ۱    | ۱۲     | ۶        | ۶+       | ۱۵     | Possible second round |
| ۳    | بوروندی    | ۵    | ۲   | ۱     | ۲    | ۸      | ۷        | ۱+       | ۷      |                       |
| ۴    | کنیا       | ۶    | ۱   | ۳     | ۲    | ۱۱     | ۸        | ۳+       | ۶      |                       |
| ۵    | گامبیا (Z) | ۶    | ۱   | ۱     | ۴    | ۱۲     | ۱۳       | ۱−       | ۴      |                       |
| ۶    | سیشل (Z)   | ۵    | ۰   | ۰     | ۵    | ۲      | ۲۵       | ۲۳−      | ۰      |                       |

|Group G=
| رتبه | تیم      | بازی | برد | مساوی | باخت | گل زده | گل خورده | گل تفاضل | امتیاز | صلاحیت                |
| ---- | -------- | ---- | --- | ----- | ---- | ------ | -------- | -------- | ------ | --------------------- |
| ۱    | الجزایر  | ۵    | ۴   | ۰     | ۱    | ۱۱     | ۵        | ۶+       | ۱۲     | 2026 FIFA World Cup   |
| ۲    | موزامبیک | ۵    | ۴   | ۰     | ۱    | ۹      | ۶        | ۳+       | ۱۲     | Possible second round |
| ۳    | گینه     | ۵    | ۲   | ۱     | ۲    | ۴      | ۴        | ۰        | ۷      |                       |
| ۴    | بوتسوانا | ۵    | ۲   | ۰     | ۳    | ۷      | ۸        | ۱−       | ۶      |                       |
| ۵    | اوگاندا  | ۵    | ۲   | ۰     | ۳    | ۵      | ۷        | ۲−       | ۶      |                       |
| ۶    | سومالی   | ۵    | ۰   | ۱     | ۴    | ۳      | ۹        | ۶−       | ۱      |                       |

|Group H=
| رتبه | تیم                   | بازی | برد | مساوی | باخت | گل زده | گل خورده | گل تفاضل | امتیاز | صلاحیت                |
| ---- | --------------------- | ---- | --- | ----- | ---- | ------ | -------- | -------- | ------ | --------------------- |
| ۱    | تونس                  | ۶    | ۵   | ۱     | ۰    | ۹      | ۰        | ۹+       | ۱۶     | 2026 FIFA World Cup   |
| ۲    | نامیبیا               | ۶    | ۳   | ۳     | ۰    | ۸      | ۲        | ۶+       | ۱۲     | Possible second round |
| ۳    | لیبریا                | ۶    | ۳   | ۱     | ۲    | ۷      | ۴        | ۳+       | ۱۰     |                       |
| ۴    | گینه استوایی          | ۶    | ۲   | ۱     | ۳    | ۴      | ۸        | ۴−       | ۷      |                       |
| ۵    | مالاوی                | ۶    | ۲   | ۰     | ۴    | ۴      | ۶        | ۲−       | ۶      |                       |
| ۶    | سائوتومه و پرنسیپ (E) | ۶    | ۰   | ۰     | ۶    | ۲      | ۱۴       | ۱۲−      | ۰      |                       |

|Group I=
| رتبه | تیم           | بازی | برد | مساوی | باخت | گل زده | گل خورده | گل تفاضل | امتیاز | صلاحیت                |
| ---- | ------------- | ---- | --- | ----- | ---- | ------ | -------- | -------- | ------ | --------------------- |
| ۱    | غنا           | ۶    | ۵   | ۰     | ۱    | ۱۵     | ۵        | ۱۰+      | ۱۵     | 2026 FIFA World Cup   |
| ۲    | ماداگاسکار    | ۶    | ۳   | ۱     | ۲    | ۹      | ۶        | ۳+       | ۱۰     | Possible second round |
| ۳    | مالی          | ۶    | ۲   | ۳     | ۱    | ۸      | ۴        | ۴+       | ۹      |                       |
| ۴    | کومور         | ۵    | ۳   | ۰     | ۲    | ۸      | ۷        | ۱+       | ۹      |                       |
| ۵    | آفریقای مرکزی | ۶    | ۱   | ۲     | ۳    | ۸      | ۱۳       | ۵−       | ۵      |                       |
| ۶    | چاد           | ۵    | ۰   | ۰     | ۵    | ۱      | ۱۴       | ۱۳−      | ۰      |                       |

جدول برترین تیم های دوم گروه ها
|Runners-up=
| رتبه | گروه | تیم         | بازی | برد | مساوی | باخت | گل زده | گل خورده | گل تفاضل | امتیاز | صلاحیت       |
| ---- | ---- | ----------- | ---- | --- | ----- | ---- | ------ | -------- | -------- | ------ | ------------ |
| ۱    | F    | گابن        | ۶    | ۵   | ۰     | ۱    | ۱۲     | ۶        | ۶+       | ۱۵     | Second round |
| ۲    | H    | نامیبیا     | ۶    | ۳   | ۳     | ۰    | ۸      | ۲        | ۶+       | ۱۲     | Second round |
| ۳    | G    | موزامبیک    | ۵    | ۴   | ۰     | ۱    | ۹      | ۶        | ۳+       | ۱۲     | Second round |
| ۴    | A    | بورکینافاسو | ۶    | ۳   | ۲     | ۱    | ۱۳     | ۷        | ۶+       | ۱۱     | Second round |
| ۵    | I    | ماداگاسکار  | ۶    | ۳   | ۱     | ۲    | ۹      | ۶        | ۳+       | ۱۰     |              |
| ۶    | B    | Congo DR    | ۵    | ۳   | ۱     | ۱    | ۵      | ۲        | ۳+       | ۱۰     |              |
| ۷    | D    | کامرون      | ۵    | ۲   | ۳     | ۰    | ۹      | ۳        | ۶+       | ۹      |              |
| ۸    | C    | بنین        | ۵    | ۲   | ۲     | ۱    | ۶      | ۵        | ۱+       | ۸      |              |
| ۹    | E    | نیجر        | ۴    | ۲   | ۰     | ۲    | ۶      | ۴        | ۲+       | ۶      |              |

## مرحله دوم (پلی آف)

### نمودار
|  | نیمه‌نهایی   | نیمه‌نهایی |  |  | فینال | فینال |
|  |             |           |  |  |       |       |
|  | نوامبر ۲۰۲۵ |           |  |  |       |       |
|  |             |           |  |  |       |       |
|  |             |           |  |  |       |       |
|  | نوامبر ۲۰۲۵ |           |  |  |       |       |
|  |             |           |  |  |       |       |
|  |             |           |  |  |       |       |
|  | نوامبر ۲۰۲۵ |           |  |  |       |       |
|  |             |           |  |  |       |       |
|  |             |           |  |  |       |       |
|  |             |           |  |  |       |       |
|  |             |           |  |  |       |       |
|  |             |           |  |  |       |       |

### نیمه نهایی
|  | v |  |
|  | - |  |
|  |   |  |

|  | v |  |
|  | - |  |
|  |   |  |

### دیدار نهایی
|  | v |  |
|  | - |  |
|  |   |  |

## پلی‌آف بین‌ قاره‌ای
تیمی که در پلی‌آف آفریقا موفق شده حریف خود را شکست دهد راهی مسابقات پلی‌آف بین‌قاره‌ای که آخرین مرحله تعیین تیم‌های حاضر در جام جهانی ۲۰۲۶ با حضور تیم هایی از ای اف سی، کاف،کنموبول،او اف سی و دو تیم از کونکاکاف خواهد بود شرکت می کند. در آن مسابقات ۶ تیم از تمام قاره‌ها به جز اروپا حاضر خواهند بود و در پایان آن رقابت‌ها دو تیم برتر، دو کشور پایانی جام جهانی ۲۰۲۶ را تشکیل خواهند داد.

### تیم های راه یافته به پلی آف بین قاره ای
| تیم            | کنفدراسیون | شیوه راه یابی                                                                 | تاریخ راه یابی | منابع |
| -------------- | ---------- | ----------------------------------------------------------------------------- | -------------- | ----- |
| کالدونیای جدید | او اف سی   | شکست در برابر تیم ملی فوتبال نیوزیلند در مرحله سوم انتخابی جام جهانی او اف سی | ۲۴ مارس ۲۰۲۵   | [ ۷ ] |
|                |            |                                                                               |                |       |
|                |            |                                                                               |                |       |
|                |            |                                                                               |                |       |
|                |            |                                                                               |                |       |
|                |            |                                                                               |                |       |

## جدول گلزنان
| جدول برترین گلزنان مسابقات | جدول برترین گلزنان مسابقات | جدول برترین گلزنان مسابقات |
| ملیت                       | بازیکن                     | تعداد گل                   |
| -------------------------- | -------------------------- | -------------------------- |
| مصر                        | محمد صلاح                  | ۴                          |
| مصر                        | محمود ابراهیم حسن          | ۳                          |
| زامبیا                     | پتسون‌ داکا                 | ۳                          |
| بورکینافاسو                | برتران ترائوره             | ۲                          |
| برونئی                     | عبدی بیگیریمان             | ۲                          |
| کومور                      | میزیان مالویدا             | ۲                          |
| گینه استوایی               | امیلیو ان سوئه             | ۲                          |
| گابن                       | دنیس بوانگا                | ۲                          |
| ساحل عاج                   | سکو فوفانا                 | ۲                          |
| ساحل عاج                   | کريم کوناته                | ۲                          |
| ساحل عاج                   | حامد ترائوره               | ۲                          |
| کنیا                       | مسعود جمعه                 | ۲                          |
| کنیا                       | مایکل الونگا               | ۲                          |
| ماداگاسکار                 | نجوا راکوتوهاریلالاما      | ۲                          |
| مالی                       | کاموری دومبا               | ۲                          |
| سنگال                      | سادیو مانه                 | ۲                          |
| تونس                       | یوسف مساکنی                | ۲                          |